# Liste der Stolpersteine im Kölner Stadtteil Weiß
Die Liste der Stolpersteine im Kölner Stadtteil Weiß führt die vom Künstler Gunter Demnig verlegten Stolpersteine im Kölner Stadtteil Weiß auf.
Die Liste der Stolpersteine beruht auf den Daten und Recherchen des NS-Dokumentationszentrums der Stadt Köln, zum Teil ergänzt um Informationen und Anmerkungen aus Wikipedia-Artikeln und externen Quellen. Ziel des Kunstprojektes ist es, biografische Details zu den Personen, die ihren (letzten) freiwillig gewählten Wohnsitz in Köln hatten, zu dokumentieren, um damit ihr Andenken zu bewahren.
Anmerkung: Vielfach ist es jedoch nicht mehr möglich, eine lückenlose Darstellung ihres Lebens und ihres Leidensweges nachzuvollziehen. Insbesondere die Umstände ihres Todes können vielfach nicht mehr recherchiert werden. Offizielle Todesfallanzeigen aus den Ghettos, Haft-, Krankenanstalten sowie den Konzentrationslagern können oft Angaben enthalten, die die wahren Umstände des Todes verschleiern, werden aber unter der Beachtung dieses Umstandes mitdokumentiert.
| Bild                                       | Name sowie Details zur Inschrift                                                              | Adresse                | Zusätzliche Informationen |
| ------------------------------------------ | --------------------------------------------------------------------------------------------- | ---------------------- | --- |
| Stolperstein für Else Hilbig (Triftweg 26) | Hier wohnte Else Hilbig, geb. Menko (Jahrgang unbekannt) Interniert 1943 Müngersdorf Tot 1943 | Triftweg 26 (Standort) | Der am 1. März 2011 verlegte Stolperstein erinnert an Else Hilbig (geb. Menko). Die Jüdin Else Hilbig war die Ehefrau des Oberschullehrers Reinhold Hilbig. 1939 mussten sie ihr Haus in Bayenthal, Bernhardstr. 151 verkaufen und zogen in den Kölner Vorort Weiß. Sie wurde 1943 verhaftet und ins Fort V nach Müngersdorf verschleppt. Dort verliert sich ihre Spur. Der Stolperstein wurde auf Initiative einer Gruppe Weißer Bürgerinnen verlegt. |

## Quelle
- NS-Dokumentationszentrum - Stolpersteine | Erinnerungsmale für die Opfer des Nationalsozialismus (Stadtteilliste Weiß)